# Edge of Darkness (2010)
Edge of Darkness (bra: O Fim da Escuridão; palop/prt: Fora de Controlo) é um filme britânico-americano dos gêneros policial e suspense do ano de 2010, sendo uma adaptação da série da BBC de mesmo nome produzida no ano de 1985.
O filme é estrelado por Mel Gibson e Ray Winstone, dirigido por Martin Campbell e produzido por Michael Wearing, que também dirigiram e produziram respectivamente a série, teve sua estreia nos Estados Unidos em 28 de Janeiro de 2010.

## Sinopse
Thomas Craven (Mel Gibson) é um detetive policial da cidade de Boston que testemunha o assassinato da filha Emma (Bojana Novakovic) na porta de sua casa após a mesma voltar de uma viagem. Perturbado pela perda e convencido de que ele era o alvo do assassino, Thomas parte para uma investigação obcecado por encontrar e punir os culpados. As evidências o levarão a descobrir um complexo esquema de corrupção envolvendo políticos americanos e a indústria de armas nucleares do país.

## Elenco
- Mel Gibson ... Thomas Craven
- Ray Winstone ... Darius Jedburgh
- Danny Huston ... John "Jack" Bennett
- Bojana Novakovic ... Emma Craven
- Shawn Roberts ... David Burnham
- Jay O. Sanders ... Bill Whitehouse
- Gbenga Akinnagbe ... Darcy Jones

## Recepção
O Metacritic, que usa uma média ponderada, atribuiu ao filme uma pontuação de 55 em 100, baseado em 34 críticos, indicando críticas "mistas ou médias". No site agregador de críticas Rotten Tomatoes, 56% das 203 resenhas dos críticos são positivas. O consenso diz que "para melhor e para pior (...) oferece vintage de Mel Gibson, que trabalha no âmbito familiar de um suspense de vingança sangrenta".

## Bilheteria
Em sua primeira semana, o filme ficou em segundo lugar atrás do fenômeno Avatar arrecadando $17,214,384. Depois de 10 semanas em exibição o filme arrcadou $43,313,890 na América do Norte e mais $37,493,761 em outros países para um total de $80,807,651.

## Distribuição
Nos EUA, Argentina, e em DVD na Austrália e Reino Unido, o filme foi distribuido pela Warner Bros. Pictures, que também lançou o filme de 1943 com o mesmo título. Em 11 de maio de 2010 o filme foi lançado DVD e Blu-ray.